# Лундський трамвай
Л́ундський трамв́ай (швед. Lunds spårväg) — трамвайна система в місті Лунд. Є четвертою трамвайною системою в Швеції (після Стокгольма, Гетеборга та Норрчепінга). Транспортний оператор системи «Skånetrafiken».

## Історія
Лунд — відносно невелике місто на півдні Швеції, розташований на території лена Сконе, з населенням близько 110 тисяч мешканців. Порівнюючи з Україною, це приблизно як закарпатські міста Ужгород або Мукачево. Проєкт будівництва трамвайної системи розглядався ще з 1980-х років. З шести проєктів був обраний лише один.
Офіційною датою початку будівництва трамвайної лінії, протяжністю 5,5 км, в місті Лунд вважається 15 лютого 2017 року.
Проєкт першої дільниці трамвая передбачав з'єднання залізничного вокзалу Lund C з новим районом Brunnshög у північно-східній частині міста, де розташований Лундський університет та дослідницький центр ESS. Дільниця лінії складається з дев'яти зупинок з правобічним рухом та власною смугою. Довжина платформ зупинок — 35 м.
Основні роботи з будівництва двоколійної трамвайної лінії в Лунді були завершені у середині липня. Крім цього розпочався набір та підготовка майбутніх водіїв трамваїв. 29 липня 2020 року, на майже побудовану трамвайну лінію, надійшов перший трамвайний вагон іспанського виробництва «CAF Urbos 100». У вересні-жовтні 2020 року відбувалися випробування та тестові поїздки трамваю CAF Urbos 100. Запуск трамвайного руху планувалося здійснити 16 серпня 2020 року, але у зв'язку з карантинними обмеженнями через COVID-19, було перенесено на середину грудня 2020 року.

Будівництво трамвайної лінії
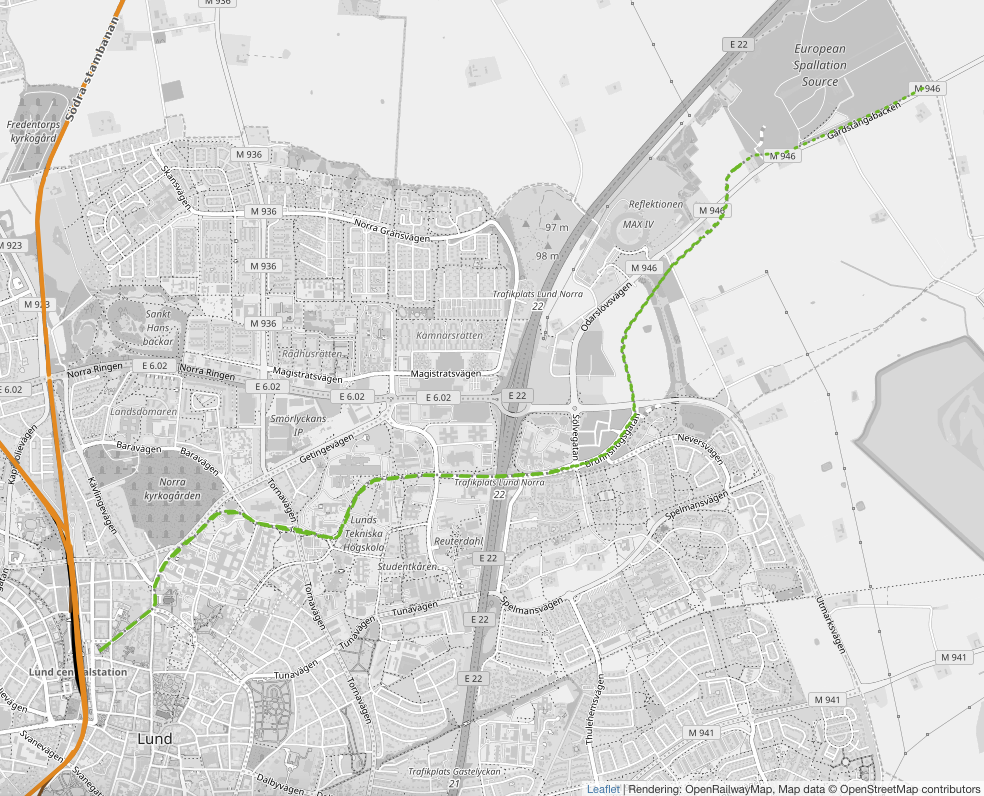
Проєкт будівництва
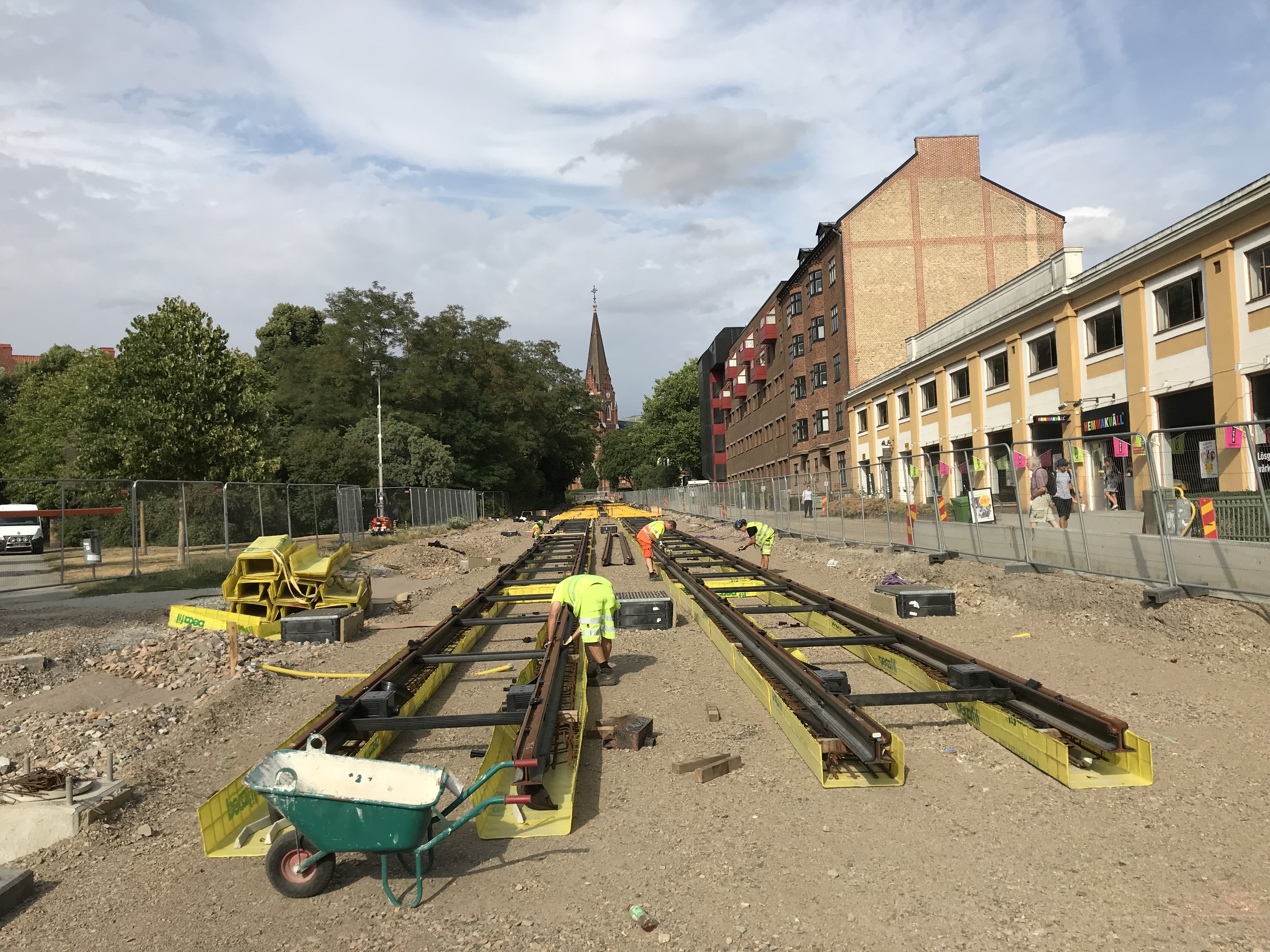
Saint Laurentii Street
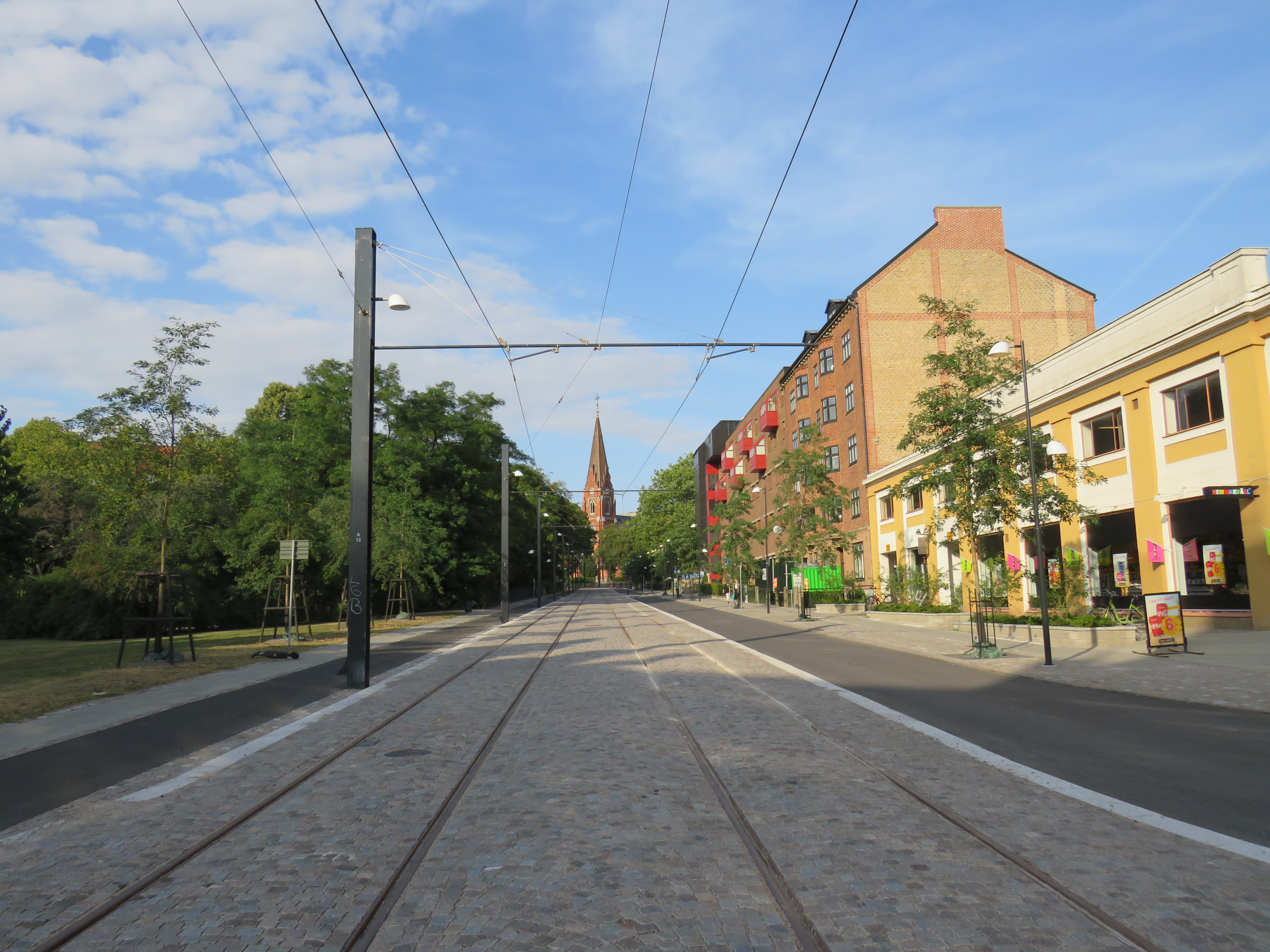
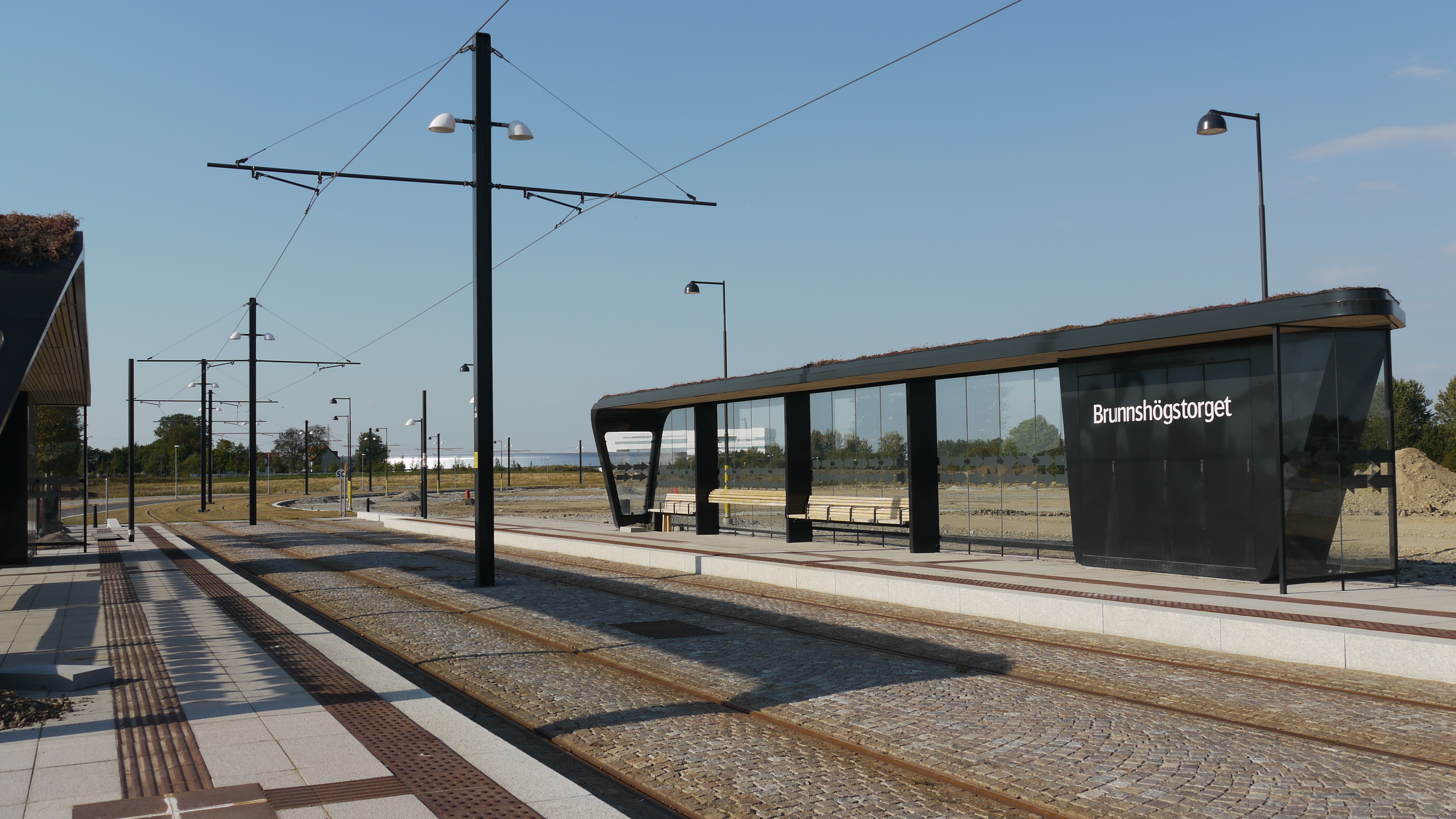
Зупинка «Brunnshögstorget»

12 грудня 2020 року, в режимі онлайн, відбулася урочиста офіційна церемонія із запуску трамвайної лінії, а вже з 13 грудня 2020 року розпочався регулярний трамвайний рух для перевезення пасажирів на лінії від залізничного вокзалу Lund C до Дослідницького центру ESS.
Вартість трамвайної інфраструктури Лунда оцінюється у 850 млн шведських крон (~ 2,2 млрд ₴), з цих коштів 375 млн крон виділено з державного бюджету Швеції. Вартість 5 трамваїв «CAF Urbos 100» склала 297 млн шведських крон.

## Перспективи
У перспективі планується побудувати два відгалуження від першої лінії на південь та південний схід, щоб забезпечити значний пасажиропотік для трамвая:
- від району Brunnshögstorget (м. Лунд) до містечка Далбі;
- від залізничного вокзалу Lund C до міста Стаффансторп.

Передбачено будівництво трамвайного депо, попередня вартість якого станом на 2020 рік складає близько 270 млн шведських крон.

## Маршрут
У Лунді діє єдиний трамвайний маршрут. При середній маршрутній швидкості 21,5 км/год. трамвай долає відстань маршруту за ~15 хвилин.
Трамваї курсують у будні дні з 05:00 до 00:00, а у вихідні — до 02:00.
Інтервал руху у «години пік» становить 7-8 хвилин, в інший час — близько 20 хвилин.
| Маршрут трамвайної лінії | Маршрут трамвайної лінії  | Маршрут трамвайної лінії | Маршрут трамвайної лінії | Маршрут трамвайної лінії |
| Лінія                    | Початковий пункт          | Кінцевий пункт           | Час в дорозі, хв.        | Протяжність, км          |
| ------------------------ | ------------------------- | ------------------------ | ------------------------ | ------------------------ |
| 1                        | Залізничний вокзал Lund C | Дослідницький центр ESS  | ~15                      | 5,5                      |

## Рухомий склад
На єдиній лінії працюють 5 п'ятисекційних повністю низькопідлогових трамваїв іспанського виробництва «CAF Urbos 100». Вони виготовлені з «традиційної» для низькопідлогових трамваїв схемою — п'ять секцій на трьох візках, які або неповоротні щодо опорних секцій, або мають обмежений кут повороту. Вагони мають довжину 32 м, 40 місць для сидіння та загальну місткість до 200 пасажирів. Гарантійний термін роботи трамваїв — 25 років, з яких впродовж 10 років, за умовами контракту, передбачено гарантійне сервісне обслуговування.
| Статистика рухомого складу | Статистика рухомого складу | Статистика рухомого складу | Статистика рухомого складу | Статистика рухомого складу |
| Тип моделі                 | Фото                       | Кількість, шт.             | Рік постачання             | Бортові номери             |
| -------------------------- | -------------------------- | -------------------------- | -------------------------- | -------------------------- |
| CAF Urbos 100              |                            | 5                          | 2020                       | 01—05                      |
|                            | Всього:                    | 5                          |                            |                            |